# Mike Trout
Pour les articles homonymes, voir Trout.
Michael Nelson Trout (né le 7 août 1991 à Vineland, New Jersey, États-Unis) est un voltigeur des Ligues majeures de baseball jouant pour les Angels de Los Angeles.
Mike Trout est le joueur par excellence de la Ligue américaine en 2014 en 2016, et termine aussi 2e du vote pour ce prix en 2012, 2013, 2015 et 2018.
Il est recrue de l'année en 2012 dans la Ligue américaine après ce qui est considéré la meilleure saison de l'histoire pour un joueur de 20 ans, et l'un des meilleures pour un joueur recrue,,,. 
Invité au match des étoiles chaque année de 2012 à 2017, il est le premier joueur de l'histoire choisi meilleur joueur de ce match deux années de suite (2014 et 2015). Trout est aussi gagnant de cinq Bâtons d'argent (2012-2016).

## Carrière
Mike Trout est un choix de première ronde des Angels de Los Angeles en juin 2009. Il est le 25e athlète sélectionné au total cette année-là et les Angels ont droit à cette sélection en compensation de la perte de Mark Teixeira sur le marché des agents libres.
Natif de Vineland, il joue à l'école secondaire de Millville (New Jersey) et est immédiatement reconnu comme un athlète de talent, promis à une belle carrière. Au début 2011, il trône au sommet de la liste des 50 meilleurs espoirs du baseball majeur selon MLB.com, où il est comparé à Pete Rose. Baseball America le classe second derrière Bryce Harper.

### Saison 2011

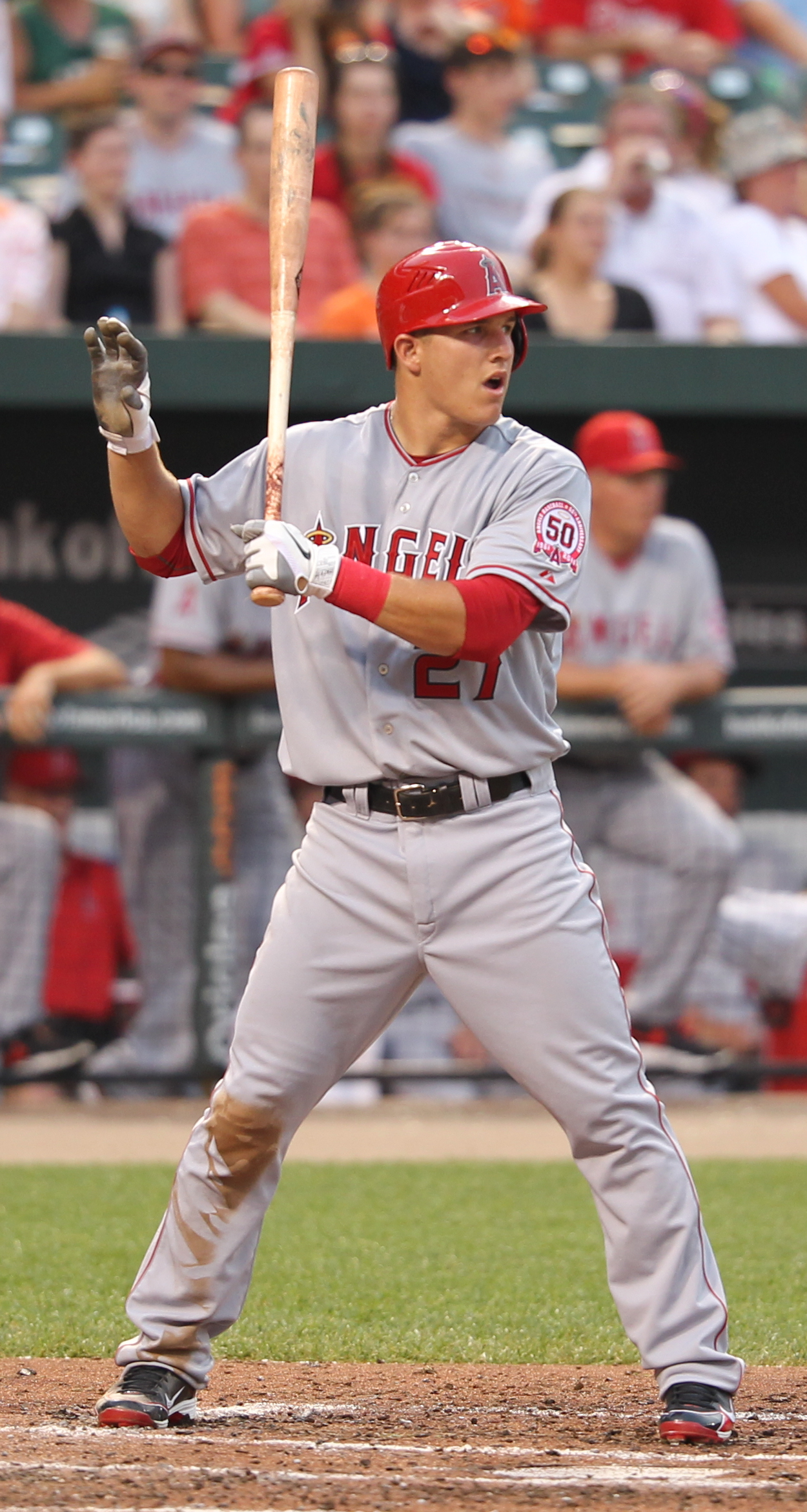
Mike Trout au bâton en 2011.

Mike Trout fait ses débuts dans les majeures pour les Angels alors qu'il n'est âgé que de 19 ans, le 8 juillet 2011. À son second match le 9 juillet, il obtient son premier coup sûr au plus haut niveau, face au lanceur Michael Pineda des Mariners de Seattle. Son premier circuit en carrière est réussi le 24 juillet suivant contre Mark Worrell des Orioles de Baltimore. Il frappe 5 circuits et obtient 16 points produits en 40 matchs à son premier passage avec les Angels. Avec deux coups de quatre buts le 30 août, il est à 20 ans et 23 jours le plus jeune joueur de l'histoire des Angels à connaître un match de deux circuits.

### Saison 2012

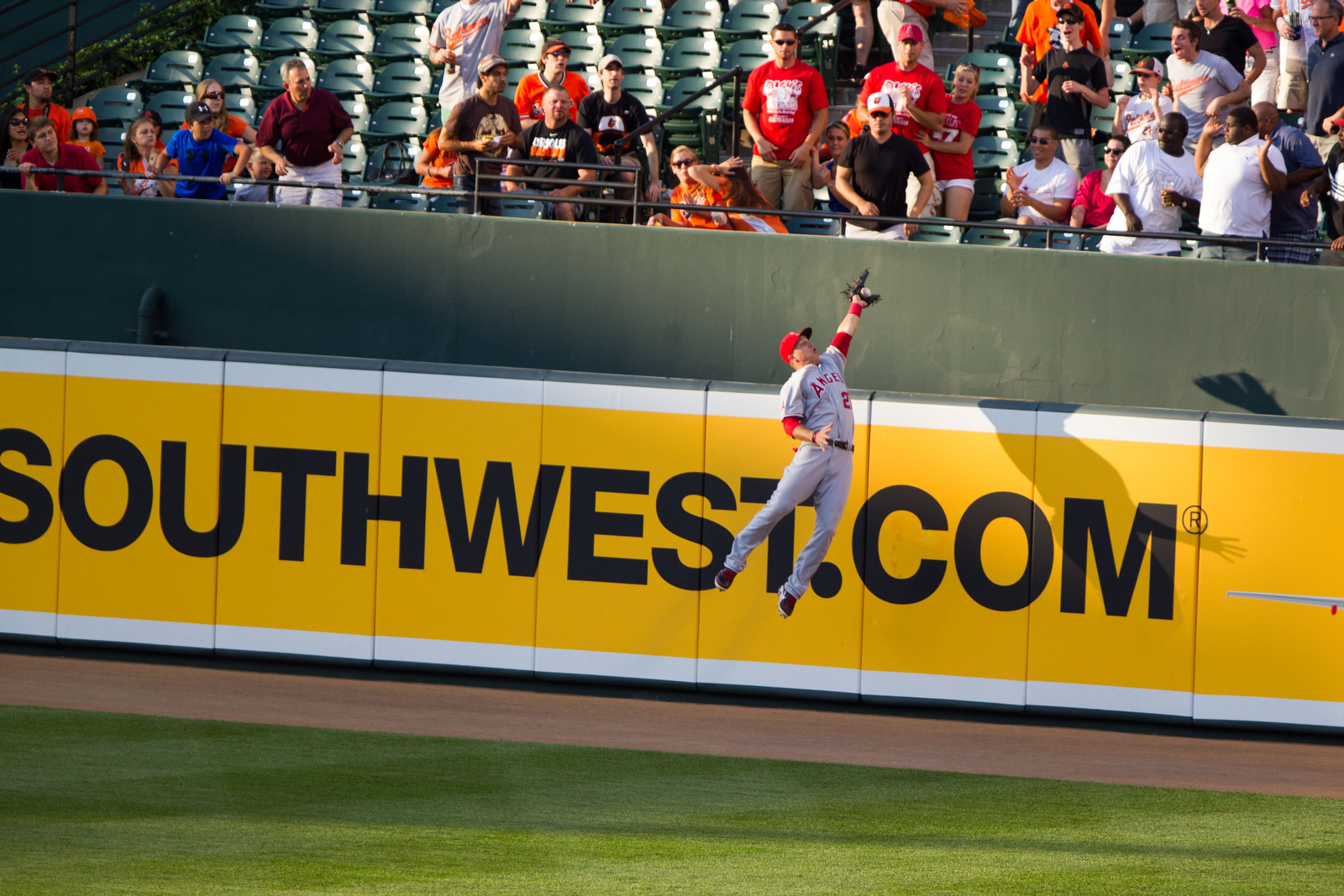
Mike Trout vole un circuit à J. J. Hardy le 27 juin 2012.

Après avoir commencé la saison 2012 dans les ligues mineures, Trout rejoint les Angels le 28 avril. Son bas total de matchs joués précédemment dans les majeures lui permet d'être toujours qualifié comme joueur recrue pour la saison 2012.
Il est nommé meilleure recrue du mois de mai dans la Ligue américaine avec une moyenne au bâton de ,324 en 27 parties avec 35 coups sûrs (dont 6 doubles, 2 triples et 5 circuits), 16 points produits, 21 points marqués et 8 buts volés. Il est une fois de plus nommé meilleure recrue de l'Américaine le mois suivant avec 42 coups sûrs et une moyenne au bâton de ,372.
Avec 32 points marqués, il égale le record des majeures de Hal Trosky des Indians de Cleveland de 1934 pour un joueur recrue en juillet. Avec un point marqué dans 15 matchs consécutifs, il égale un record de Roy Hartsfield (Braves de Boston, 1950) pour une recrue en juillet. Ses 10 circuits sont un nouveau record pour une recrue de la Ligue américaine en juillet, et il égale le plus haut total pour un joueur de première année des Angels dans n'importe quel mois de la saison, rééditant la performance de 10 circuits de Wally Joyner en mai 1986. Sans surprise, Trout, qui maintient une moyenne au bâton de ,392 avec 23 points produits et 9 buts volés en 25 matchs, est nommé meilleure recrue du mois dans l'Américaine. Il ajoute aussi l'honneur de meilleur joueur de juillet dans cette ligue. Il est le 3e joueur des majeures et le premier de l'Américaine à cumuler ces deux honneurs dans un même mois, après Ryan Braun (juillet 2007) et Buster Posey (juillet 2010) dans la Nationale. Il est le premier à être nommé recrue du mois trois fois depuis Jason Bay pour les Pirates de Pittsburgh de la Nationale en 2004, et le premier à recevoir la distinction autant de fois dans l'Américaine depuis Ichiro Suzuki (5 fois) en 2001. Il reçoit la distinction pour un quatrième mois de suite en août.
Trout est après Rickey Henderson le deuxième joueur de l'histoire, recrue ou non, à afficher une moyenne au bâton d'au moins ,350 avec 15 circuits et 30 buts volés avant la date du 1er août, le tout après que le joueur des Angels n'ait pas rejoint l'équipe avant le second mois de la saison régulière. De plus en plus, on discute de la possibilité que Trout devienne, après Fred Lynn et Ichiro Suzuki, le troisième athlète des majeures à être élu recrue de l'année et meilleur joueur de la saison la même année.
Trout entre dans le club 30-30 en 2012 avec 30 coups de circuit et 49 buts volés. Il est le premier joueur de l'histoire avec 30 circuits et 40 buts volés à sa première saison et le plus jeune membre du club 30-30. Il mène tous les joueurs des majeures en 2012 pour les buts volés et les points marqués (129). Il termine quatrième pour la moyenne au bâton (,326), sixième pour la moyenne de présence sur les buts (,399), cinquième pour la moyenne de puissance (,564) et premier pour les victoires au-dessus du remplacement (WAR) à 10,7. Il réussit 182 coups sûrs et récolte 83 points produits en 139 parties jouées sur 162. Il reçoit un Fielding Bible Award comme meilleur joueur défensif du baseball au champ centre.
Au terme de l'une des meilleures saisons de l'histoire par un joueur recrue, Mike Trout est sans surprise voté unanimement recrue de l'année dans la Ligue américaine de baseball, laissant loin derrière deux joueurs de première année ayant pourtant effectué de brillants débuts, le Cubain Yoenis Cespedes et le Japonais Yu Darvish. Le titre de meilleur joueur de la saison lui échappe cependant de peu puisque Miguel Cabrera des Tigers de Détroit réussit la première triple couronne des frappeurs en 45 ans et reçoit le prix, Trout terminant second au vote déterminant le gagnant.

### Saison 2013

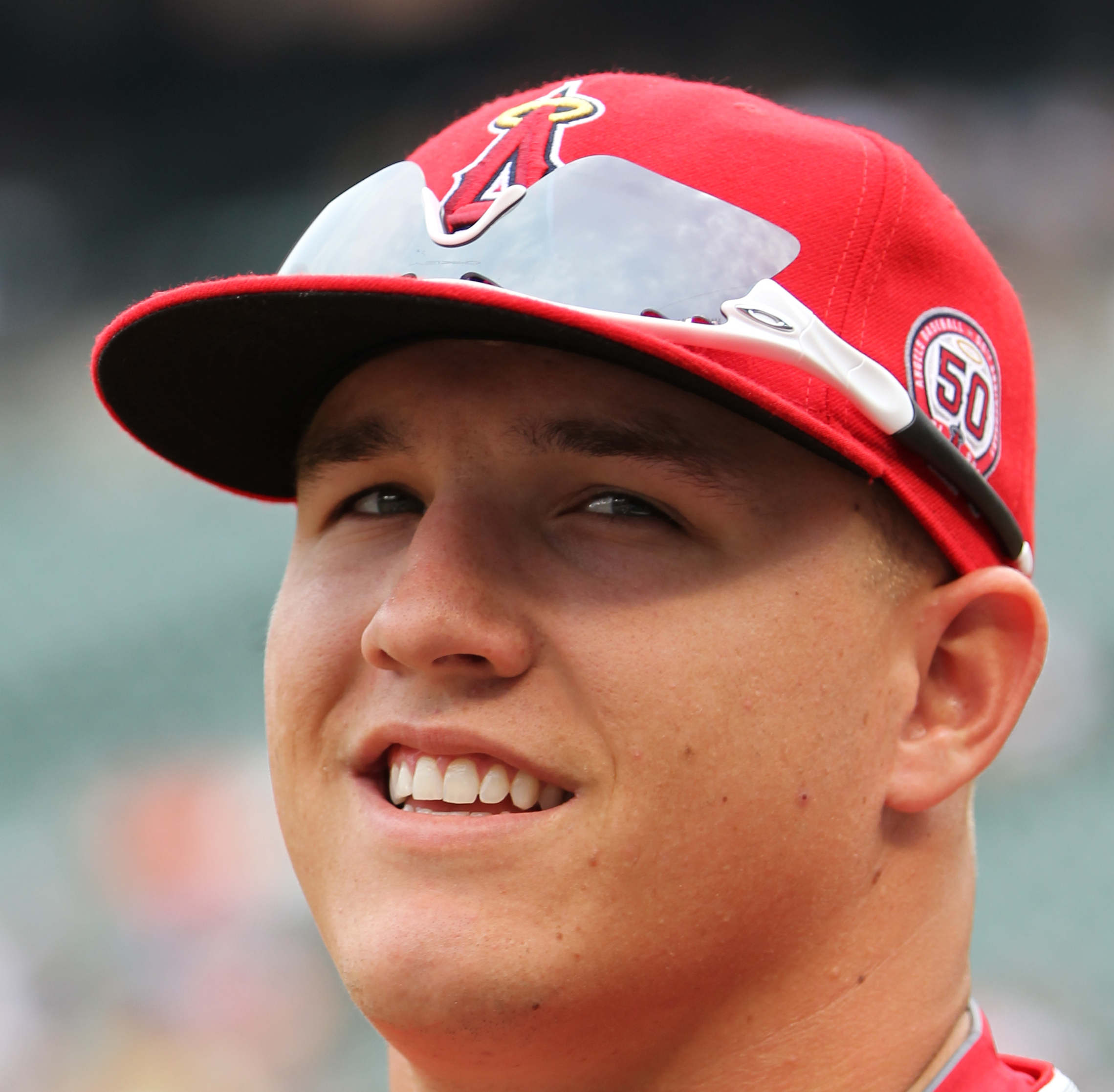
Mike Trout.

Avec un simple, un triple, un double et un circuit contre les Mariners de Seattle le 21 mai 2013, Trout devient le plus jeune joueur de l'histoire de la Ligue américaine à frapper un cycle. À 21 ans et 287 jours, il bat la marque d'Alex Rodriguez. 
Trout mène en 2013 la Ligue américaine pour les points marqués (109) et les buts-sur-balles (110). Sa moyenne de présence sur les buts de ,442 est la 2e plus élevée de la Ligue américaine derrière Miguel Cabrera (,442) et la 3e meilleure des majeures après Cabrera et Joey Votto (,435). Il est le joueur de la Ligue américaine qui se rend le plus souvent sur les buts, soit 309 fois durant la saison, 7 fois de moins que Votto, qui mène les majeures. Trout est 2e des majeures avec 75 coups sûrs de plus d'un but, 3e avec un total de buts qui atteint 328, 2e de l'Américaine avec 9 triples et 4e de cette ligue avec 190 coups sûrs. Il réussit 33 buts volés en 40 tentatives. Enfin il est 4e des majeures pour la moyenne au bâton (,323) et la moyenne de puissance (,557). Invité à la partie d'étoiles pour la seconde année de suite, il gagne son 2e Bâton d'argent et finit une fois de plus 2e derrière Miguel Cabrera au vote de fin d'année qui détermine le joueur par excellence de la saison en Ligue américaine.

### Saison 2014
En février 2014, Trout accepte des Angels un contrat d'un an pour 1 million de dollars. C'est la plus grosse somme offerte à un jeune joueur n'étant pas éligible à l'arbitrage salarial, devant les 900 000 dollars qui avaient été offerts à Albert Pujols par les Cardinals de Saint-Louis en 2003 et à Ryan Howard par les Phillies de Philadelphie en 2007. Ceci met la table pour la prolongation de contrat que les Angels sont à négocier avec Trout.
À la fin mars, Trout, qui n'est pas encore admissible à l'arbitrage salarial et ne pouvait devenir joueur autonome qu'en novembre 2017, accepte une prolongation de contrat de 6 saisons à 144,5 millions de dollars US avec les Angels.
Trout est nommé meilleur joueur de juin 2014 dans la Ligue américaine, un honneur mensuel qu'il reçoit pour la seconde fois de sa carrière. Au cours de la période, il frappe 30 coups sûrs dont 18 de plus d'un but, pour une moyenne au bâton de ,361 avec 20 points marqués, 21 points produits, 18 buts-sur-balles, un pourcentage de présence sur les buts de ,471 et une moyenne de puissance de ,759.
Il est l'un des voltigeurs partants de l'équipe de la Ligue américaine qui remporte 5-3 le match d'étoiles joué le 15 juillet 2014 au Target Field de Minneapolis. Avec un triple, un double, un point marqué et deux points produits, Trout est voté joueur du match.

### Saison 2015
Le 17 avril 2015, Trout frappe la longue balle pour devenir le plus jeune joueur à atteindre les 100 circuits et les 100 buts volés en carrière. À 23 ans et 251 jours, il bat le record d'Alex Rodriguez, qui avait atteint ces plateaux en 1999 à l'âge de 23 ans et 309 jours.
Le 14 juillet 2015 à Cincinnati, Trout frappe un coup de circuit sur le 4e lancer du match des étoiles, expédiant dans les estrades une offrande de Zack Greinke. Avec deux coups sûrs, un point produit et un point marqué, il est élu joueur du match. Cinquième joueur à être deux fois nommé meilleur joueur d'une partie d'étoiles, après Willie Mays, Steve Garvey, Gary Carter et Cal Ripken Jr., Trout est le premier à recevoir la distinction deux années de suite.

### Saison 2016
Mike Trout est en 2016 élu joueur par excellence de la saison en Ligue américaine pour la seconde fois de sa carrière. Trout est le 3e joueur des Angels après Don Baylor et Vladimir Guerrero à remporter deux fois le prix avec l'équipe, et est le second joueur de l'histoire après Barry Bonds à terminer premier ou deuxième du vote du joueur par excellence lors de 5 saisons consécutives.
Sa moyenne de présence sur les buts de ,441 - la meilleure des majeures - en 2016 est la plus élevée pour un joueur de la Ligue américaine depuis Rickey Henderson en 1985.

### Saison 2017
En avril 2017, Trout reçoit l'honneur du joueur du mois pour la 4e fois de sa carrière après avoir maintenu une moyenne au bâton de ,364 et connu 11 matchs de plus d'un coup sûr à ses 27 premières rencontres de la saison 2017.
En 2017, Trout devient le 3e joueur de l'histoire après Eddie Mathews et Frank Robinson à connaître 6 saisons de 25 circuits ou plus avant l'âge de 26 ans.

### Saison 2019
Le 20 mars 2019, il signe un contrat de 12 ans pour un montant de 426,5 millions de dollars avec les Angels. Il s'agit du contrat le plus lucratif jamais signé dans l'histoire du sport nord-américain au moment de la signature de ce contrat.